# بیندی اروین
بیندی اروین (انگلیسی: Bindi Irwin؛ زادهٔ ۲۴ ژوئیهٔ ۱۹۹۸) بازیگر، مجری تلویزیون، پشتیبان محیط زیست و حیات وحش، خواننده، هنرمند رقص، مدل اهل استرالیا است. وی از سال ۲۰۰۰ میلادی تاکنون مشغول فعالیت بوده‌است.
از فیلم‌ها یا مجموعه‌های تلویزیونی که وی در آن‌ها نقش داشته‌است می‌توان به رقص با ستارگان اشاره نمود.
وی همچنین برندهٔ جوایزی همچون جایزه لوگی شده‌است.